# ららテラス武蔵小杉
ららテラス武蔵小杉（ららテラスむさしこすぎ）は、神奈川県川崎市中原区新丸子東にある三井不動産商業マネジメントが運営する複合商業施設（ショッピングセンター）である。

## 概要
2014年4月19日、武蔵小杉駅南口地区東街区第一種市街地再開発事業により、「街の賑わい」と「日常生活の彩り」をコンセプトとしてオープンした。

## 主なテナント

### 1F
- 成城石井[4]
- 九州屋
- 魚力
- ロクシタン
- ポンパドウル[5]
- ゴディバ[6]
- クリスピー・クリーム・ドーナツ[7]
- スターバックス

### 2F
- PLAZA[8]
- THE SUIT COMPANY[9]
- アーバンリサーチドアーズ[10]

### 3F
- GU[11]
- モンベル[12]
- KEYUCA[13]
- JINS

### 4F
- HIS[14]
- ソフトバンク[15]
- 三井のリハウス[16]
- 日本調剤[17]